# Space Hymns
Space Hymns es el segundo álbum del ex vocalista de Porter: Juan Son, desde la ruptura de su antigua banda, el disco salió a nombre de: aeiou, su nuevo grupo junto al italiano: Simone Pace. Fue publicado el 7 de junio de 2011. El nombre del disco significa "Los Himnos del Espacio", el disco está compuesto prácticamente todo en inglés, salvo por la última pista. El primer corte del álbum fue: Vivimos en L.A

## Historia
Cuando Juan Son saco su primer disco solista, venia de varias colaboraciones con artistas como: Fobia, Julieta Venegas, NAtalia Lafourcade, Los Odio!, Sussie 4 y Le Butcherettes, durante ese tiempo el hablaba de la continuación de Mermaid Sashimi, iba a ser un disco de Rock, agresivo y con algunas pistas versátiles, pero aun así él se sentía encasillado en la escena alternativa de México, por lo que decidió ir con un amigo a vivir a Nueva York, donde se presentó en la Red Bull Music Academy, tocando canciones nuevas y otras viejas como "Daphne", seguido fue que se encontró con Simone Pace, el italiano baterista de Blonde Redhead, a quien iba a contratar como productor, sin embargo en los momentos de composición, simone se involucró tanto que el proyecto solista se convirtió en una nueva banda, el disco se grabó en The Magic Shop, un estudio en Soho, Nueva York, en donde ya habían grabado varias bandas como: Coldplay, Blonde Redhead, Arcade Fire, Sonic Youth, Interpol, Alice Cooper, Lenny Kravitz y Soko, el ingeniero de audio fue Brian Thorn, quien ya había trabajado con grupos como Arcade Fire, Coldplay, MGMT, Interpol y The Killers y el Asistente de Audio fue Ed Macanthee.
El Disco consiste de 10 canciones, la mayoría compuestas en inglés, según Juan, el disco habla del momento en su vida por el que pasaba, donde quería estar lo más lejos de Guadalajara por lo que el disco fuera en inglés, el disco se inspiró en los viajes de Juan por Alemania, Estados Unidos, algunos sitios de  México y los Altos Jalisco.
El grupo tenía más canciones pero Simone pensó que sería más agradable que fuera un disco corto, también muchas de las canciones cambiaron durante la grabación como son el caso de Hippocampus, El Rancho y Last Seen.
El disco inicia con "Remember you from the Future", la cual comienza con samples y varios teclados, una pista pop que deja un buen inicio del disco, "Coffins Floating at" Sea es la siguiente pista, la cual habla de unos ataúdes que están flotando en el océano, la cual recuerda en partes a "Captain Whirpool", "Hippocampus y Tikkie Torches" les siguen con percusiones y sintetizadores y dan paso a "Last Seen", una canción que plantea la situación de descubrir a tu pareja como un Agente secreto, Juan considera que esta canción de continuación a la canción de Porter "Host of a Ghost", en "King Ludwig ii" se hacen notar aún más las influencias europeas, habla de la creación de Neuschwanstein y de Ludwig ii el Rey Loco, esta canción antes se le conocía como Disgusting Undone y era tocada junto a Mr Owl en los conciertos de Juan. "Vivimos in L.A" es la siguiente canción, la cual cuenta con la participación de Kelley Deal de The Breeders, habla acerca de sobornar a una Gaviota para que te lleve volando a un lugar lejano y también acerca de la migración y los Chicanos, según Juan la canción representa la transición en su vida de Guadalajara a Nueva York, "Mr Owl" habla de un niño que se siente observado y descubre que era un Búho el que lo miraba por un agujero en la pared, "The Little prince of Vince" cuenta un final alternativo al clásico del Principito en donde el termina en una cantina en una Galaxia lejana escuchando una pianola de David Bowie, cabe mencionar que no es la primera vez en la que modifica cuentos clásicos, pues ya lo ha hecho anteriormente como en la canción de Porter: Hansel y Gretel´s true Bollywood Story, finalmente termina con la melancólica de "El Rancho", la única canción en español, la banda presentó posteriormente la canción "Don Espejo" la cual trata de como toda la gente es el reflejo de los demás, en una entrevista Juan declaró que tal vez este sería el último disco que sacaría antes de retirarse...

## Lista de canciones
1. Remember you from the Future
2. Coffins Floating at Sea
3. Hippocampus
4. Tikki Torches
5. Last Seen
6. King Ludwig ii
7. Vivimos in L.A
8. Mr Owl
9. The Little Prince of Vince
10. El Rancho

## Sencillos
1. Vivimos in L.A
2. Mr Owl
3. El Rancho